# Grodziskie

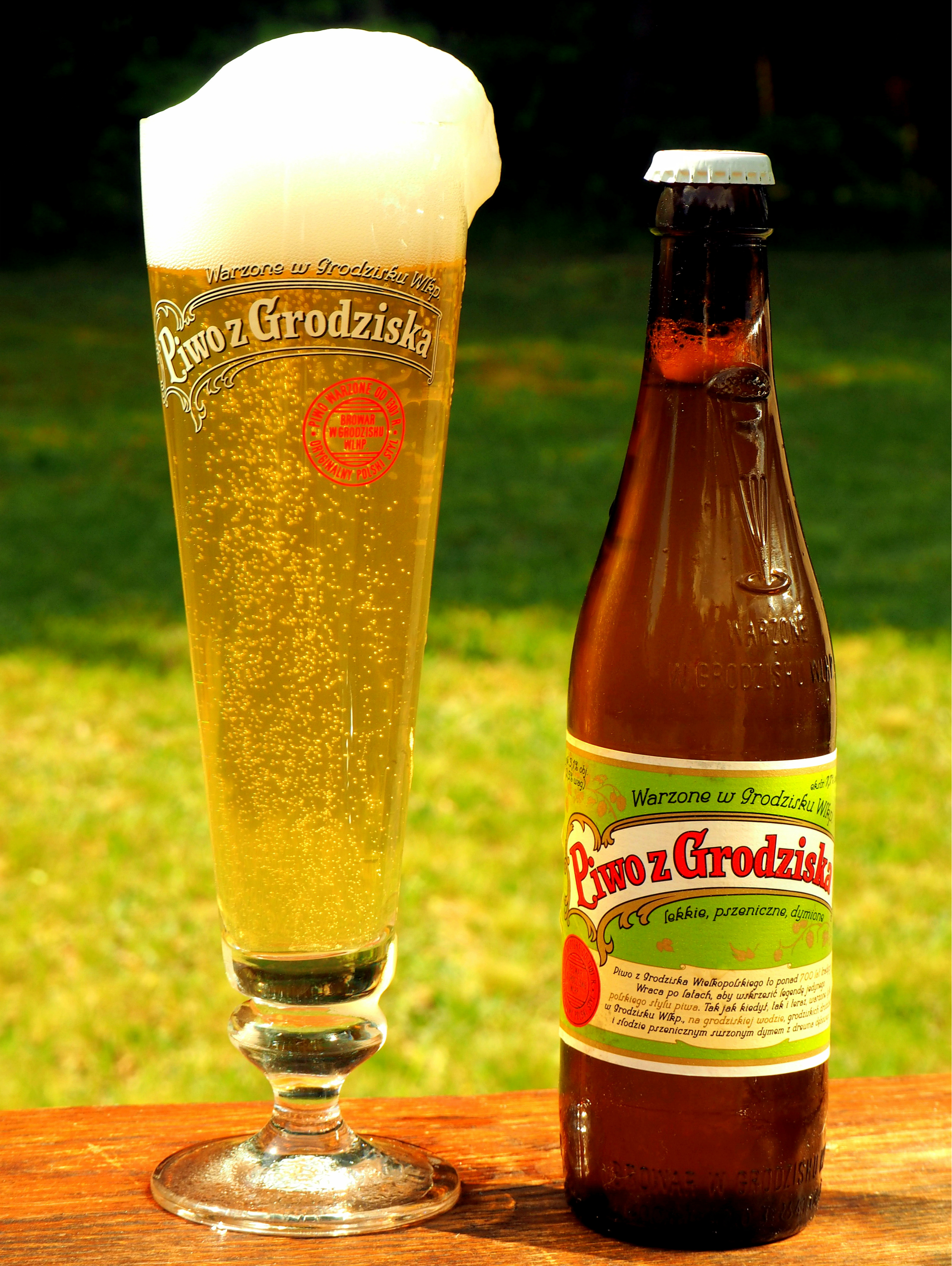
Piwo z Grodziska, una moderna recreación polaca de Grodziskie, elaborada en Grodzisk Wielkopolski, servida en un vaso alto y cónico diseñado para este estilo de cerveza.

Grodziskie (también Grätzer, Grodzisz) es un tipo de cerveza de trigo, que a diferencia de la mayoría de este tipo de cervezas es elaborada exclusivamente a base de malta de trigo. Una característica distintiva de este tipo de cerveza es que la malta es tostada utilizando madera de roble, pero a pesar de ello posee un color amarillo dorado. El contenido en alcohol de las cervezas del tipo Grätzer se encuentra entre 2,6-3,6%.

## Historia

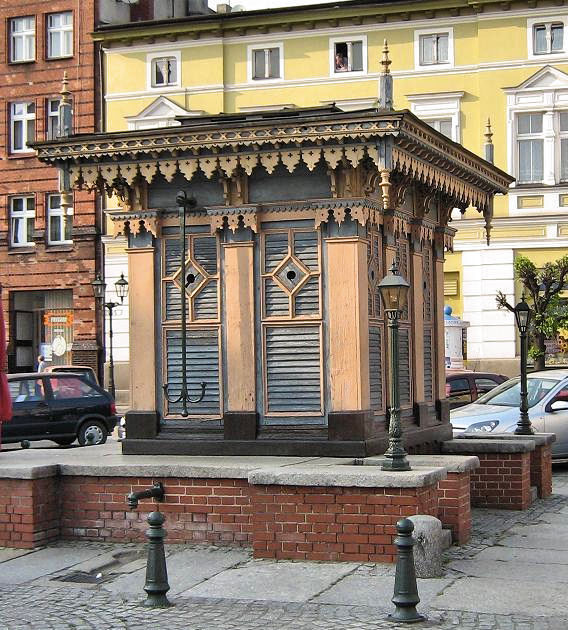
El pozo en la plaza del Mercado Viejo de Grodzisk Wielkopolski, tradicionalmente asociado con Bernard de Wąbrzeźno.

La cerveza Grodziskie surge de la tradición de la elaboración de cerveza en la ciudad polaca de Grodzisk Wielkopolski, conocida desde 1815 hasta 1918 bajo el nombre de Grätz, formando parte del Reino de Prusia.
En Grodisze se produce cerveza desde el siglo XIII. En 1601 se crea una guilda cervecera. A finales del siglo XVIII había 53 cervecerías en la ciudad, de entre ellas destacan las tres cervecerías más célebres de la época: la Brauerei im Schlossgarten en los jardines del palacio de la ciudad, la Klosterbrauerei del monasterio, en su lugar se encuentra un colegio en la actualidad y la Stadtbrauerei en el antiguo mercado de la ciudad. En esta última la producción era gestionada por un gremio constituido por 52 miembros. En 1804 el nuevo gremio construye una nueva fábrica de cerveza en el antiguo mercado de la ciudad. El agua para la elaboración de la cerveza provenía del pozo de la ciudad ubicado en este lugar. 
En 1828 el maestro cervecero alemán Bähnisch adquiere la cervecería del monasterio y comienza a producir cerveza por cuenta propia. En 1837 Bähnisch construye su primera cervecería propia. En la primera mitad del siglo XX la cerveza de tipo Grätzer es exportada no solo a los países europeos, sino también a Sudáfrica, Ceilán (la actual Sri Lanka) y China.
A finales del siglo XIX y comienzos del siglo XX la producción anual de las cinco cervecerías que continuaban produciendo la cerveza de tipo Grätzer en la ciudad ascendía a 100.000 hectolitros. Al mismo tiempo se producía cerveza de tipo Grätzer en otras regiones, por ejemplo en Berlín, en la Hochschul-Brauerei y en la Monopol Brauerei. 
En la época de entreguerras fue Antoni Thum como director general de la unión de cervecerías Grätzer el más conocido productor de cerveza de este tipo.
En 2011 se crea una comisión para la recuperación de la cerveza tipo Grätzer por la agrupación polaca de cerveceros artesanos. Desde mayo de 2015 se produce de nuevo este tipo de cerveza en la ciudad de Grodzisk Wielkopolski y se puede encontrar en el mercado bajo el nombre de Piwo z Grodziska (cerveza de Grätz).